# Premio de Novela Corta Julio Ramón Ribeyro
El Premio de Novela Corta Julio Ramón Ribeyro es convocado desde 1995 por la oficina de proyección institucional del Banco Central de Reserva del Perú (BCRP), con una dotación de 20.000 soles. Solo se premian autores peruanos.

## Ganadores
- 1996: Memorias de Manú de Sylvia Miranda
- 1997: Puñales escondidos de Pilar Dughi
- 1998: Alrededor de Alicia de Enrique Planas
- 1999: Desierto
- 2000: Un beso de invierno de José de Piérola
- 2001: El llanto en las tinieblas de Sandro Bossio
- 2002-2004: No se convocó
- 2005: El sol salía en un Chevrolet amarillo de Luis Freire
- 2006: Cápac Cocha de Zoila Vega
- 2007: Tigre Hircana de Roberto Zeballos
- 2008: Entre el cielo y el suelo de Lorenzo Helguero
- 2009: La paz de los vencidos de Jorge Eduardo Benavides[2]
- 2010: Sonata para kamikazes de Giancarlo Poma Linares
- 2011: El jardín de la doncella de Carlos Rengifo
- 2012: Bienaventurados los que lavan su ropa de César Vega
- 2013: El amor empieza en la carne de Juan Ochoa
- 2014: Desierto
- 2015: Los dorados años veinte de Wilfredo Ardito
- 2016: Pasiones del Norte de Luis Enrique Tord
- 2017: Anamorfosis de Julián Pérez[3]
- 2018: Oreja de Perro de Luis Vinatea
- 2019: La rumba del Varig de Alfonso Torres
- 2020: El Predominio de la fe de Gonzalo Portals[4]
- 2021: El ave soul del Hotel Lima de Ladislao Plasencia[5]
- 2022: El lugar de la memoria de Luis Eduardo García López[6]
- 2023: Las alas de la libélula de Alfredo Herrera Flores
- 2024: 1600: Beatriz Clara Coya de Roberto Rosario Vidal
- 2025: Denle de comer al olvido de Alejandro Susti